# Фюсси
Фюсси́ (фр. Fussy) — коммуна во Франции, находится в регионе Центр. Департамент — Шер. Входит в состав кантона Сен-Мартен-д’Оксиньи. Округ коммуны — Бурж.
Код INSEE коммуны — 18097.
Коммуна расположена приблизительно в 195 км к югу от Парижа, в 95 км юго-восточнее Орлеана, в 8 км к северу от Буржа.

## Население
Население коммуны на 2008 год составляло 1878 человек.
| 1962 | 1968 | 1975 | 1982 | 1990 | 1999 | 2008 |
| ---- | ---- | ---- | ---- | ---- | ---- | ---- |
| 425  | 560  | 1029 | 1762 | 2011 | 1951 | 1878 |

## Администрация
| Период | Период | Фамилия                   | Партия                               | Примечания |
| ------ | ------ | ------------------------- | ------------------------------------ | ---------- |
| 1945   | 1983   | Максим Дюрютен            | Объединённая социалистическая партия |            |
| 1983   | 2001   | Ален Рафестен             | Социалистическая партия              |            |
| 2001   | 2008   | Даниель Годен             | Социалистическая партия              |            |
| 2008   | 2010   | Франсуа Плиссон           | Разные левые                         |            |
| 2010   | 2011   | Марианна Пумероль (и. о.) |                                      |            |
| 2011   | 2014   | Ги Шабрийя                |                                      |            |

## Экономика

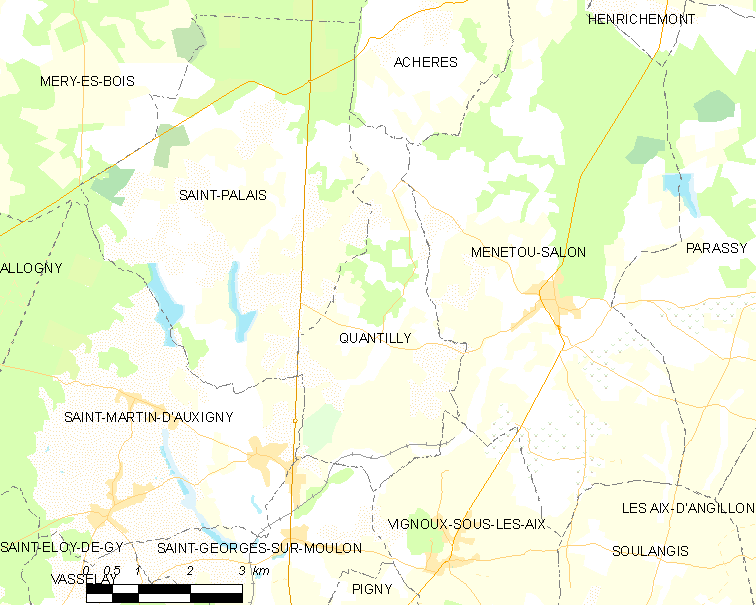
Карта коммуны

Основу экономики составляют лёгкая промышленность и сельское хозяйство.
В 2007 году среди 1233 человек в трудоспособном возрасте (15-64 лет) 848 были экономически активными, 385 — неактивными (показатель активности — 68,8 %, в 1999 году было 71,0 %). Из 848 активных работали 795 человек (398 мужчин и 397 женщин), безработных было 53 (26 мужчин и 27 женщин). Среди 385 неактивных 94 человека были учениками или студентами, 200 — пенсионерами, 91 были неактивными по другим причинам.

## Достопримечательности
- Церковь Сент-Илер (XIX век)
  - Кропильница (1668 год). Исторический памятник с 1908 года[3]
  - Кадило (XV век). Высота — 21 см, диаметр — 10 см, медь, серебро. Исторический памятник с 1908 года[4]
- Музей Движения Сопротивления, открытый в 1994 году

## Города-побратимы
- Корменбёф (Швейцария, с 1991)[5]